# Орешково (Ступинский район)
Орешково — деревня в Ступинском районе Московской области в составе Леонтьевского сельского поселения (до 2006 года входила в Леонтьевский сельский округ). В деревне на 2015 год 1 улица — Орешковская.

## Население
| 2002 | 2006 | 2010 |
| ---- | ---- | ---- |
| 2    | ↘1   | ↗8   |

Орешково расположено на востоке центральной части района, на безымянном ручье, левом притоке реки Коломенка, высота центра деревни над уровнем моря — 172 м. Ближайшие населённые пункты: Утенково — около 2 км на северо-запад, Госконюшня — в 1,3 км, севернее и Оглоблино — примерно в 2,5 км на запад.